# Pseudoclanis kenyae
Pseudoclanis kenyae is een vlinder uit de familie van de pijlstaarten (Sphingidae). De wetenschappelijke naam van de soort werd in 1928 gepubliceerd door Benjamin Preston Clark.